# Histoire du Victoria
L'histoire du Victoria aborde l'État australien du Victoria à partir de l'arrivée des Européens. Les Aborigènes ne connaissant pas l'écriture, leur occupation du pays rentre dans la préhistoire du Victoria (voir l'article Préhistoire de l'Australie). 

## Époque pré-européenne

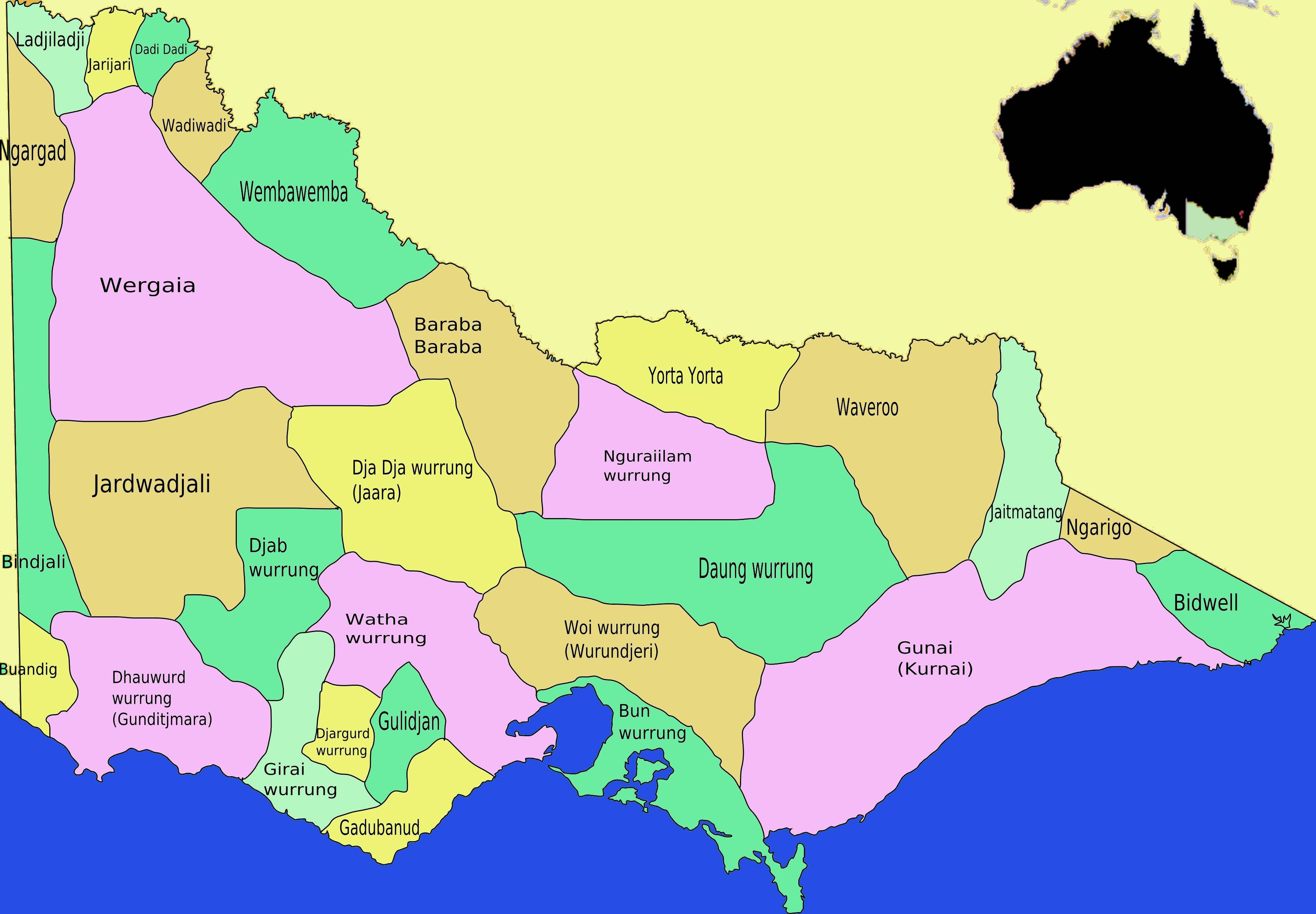
Plan des tribus Victorien.

La première présence humaine sur le continent australienne remonte de 40 000 à 60 000 ans – suivant les différents chercheurs – avant notre ère. À cette époque, huit détroits séparaient Java et l'Australie. L'Australie – y compris la Tasmanie – et la Nouvelle-Guinée étaient fusionnées. Les premières personnes durent donc arriver en bateau au nord d'Australie, découvrant un horizon inconnu. Les colons se sont ensuite déplacés progressivement vers le sud et, par la suite, sont arrivés en Victoria. Il y a environ 13 000 ans, à la fin de la période glaciaire, la Nouvelle-Guinée et la Tasmanie se sont séparées du reste du continent et les Aborigènes ont commencé une longue période d'isolement coupée de toute influence extérieure. 
La région comprenant Port Phillip et la vallée du fleuve Yarra, où est située aujourd'hui Melbourne, était la patrie de la nation Kulin, une communauté de plusieurs groupes linguistiques d'Aborigènes australiens, dont les ancêtres avaient vécu dans la zone depuis plus de 40 000 ans. Les Kulin vivaient aisément de la pêche, de la chasse et de la cueillette, Port Phillip et ses prairies environnantes offrant des ressources alimentaires abondantes.
Beaucoup des Aborigènes qui vivent maintenant à Melbourne descendent de nations aborigènes originaires d'autres parties du Victoria, mais il y a toujours des personnes qui s'identifient comme des Wurundjeri ou des Boon warung, descendants des nations originaires de la région de Melbourne. Alors qu'il y a peu de signes manifestes de la présence aborigène dans la région de Melbourne, il y a une abondance de lieux à signification culturelle ou religieuse,.
Le temps du rêve aussi appelé le rêve, est le thème central de la culture des Aborigènes d'Australie. Il explique les origines de leur monde, de l’Australie et de ses habitants. Selon leur tradition, des créatures géantes, comme le Serpent arc-en-ciel, sont sorties de la terre, de la mer ou du ciel et ont créé la vie et les paysages australiens. Leurs corps géants ont créé des fleuves et des chaînes de montagne mais leur esprit est resté dans la terre, rendant la terre elle-même sacrée aux peuples indigènes. Les arts visuels ont une longue histoire en Victoria avec les peintures sur paroi et les peintures sur bois aborigènes. Les dessins et figures qu'ils peignent ont tous une signification bien particulière liée à la mythologie du rêve.

## La découverte par les Européens

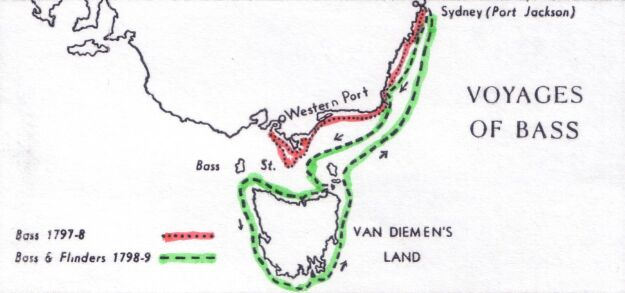
Les deux voyages de Bass.

Chargé par le gouvernement britannique de vérifier l'existence d'un territoire appelé Terre australe et venant de Nouvelle-Zélande en 1770, le capitaine James Cook sur l'Endeavour aperçut le 20 avril 1770 les premières terres du futur Victoria en un point qu'il nomma point Hicks, environ 70 km à l'ouest de l'île de Gabo avant, en raison des courants et condition météorologiques, de retourner vers l'est puis le nord pour longer la côte est de l'Australie. 
Par la suite, les navires venant du Royaume-Uni pour aller à Sydney en passant par Le Cap et le sud de l'Australie contournaient la Terre de Van Diemen, la future Tasmanie, par le sud avant de remonter vers le nord jusqu'à leur destination. Plusieurs capitaines avaient noté l'étendue d'eau séparant la Tasmanie de la côte Est de la Nouvelle-Galles du Sud et se demandaient si c'était une grande baie ou un détroit. Les survivants du Sydney Cove, un bateau échoué dans l'archipel Furneaux pensaient qu'il pourrait s'agir d'un détroit. 
Pour régler la question, le gouverneur George Hunter envoya George Bass explorer la région dans une baleinière. Après avoir atteint la péninsule Wilsons et Western Port en janvier 1798, Bass fut obligé par le mauvais temps et le manque de moyens de revenir à Sydney. Il revint sur les lieux avec Matthew Flinders en décembre 1798 et traversa le détroit, apportant la preuve de son existence. 
En décembre 1800, le lieutenant James Grant sur le Lady Nelson, reliant Le Cap à Sydney, traversa le détroit de Bass d'ouest en est. Le gouverneur King, déçu par l'imprécision de la traversée, le renvoya enquêter de façon plus approfondie sur le détroit. Le mauvais temps l'empêcha d'aller au-delà de Western Port, où il resta pendant cinq semaines, semant du blé, plantant des arbres fruitiers et des légumes sur Churchill Island
au large de Phillip Island.
En janvier 1802, le lieutenant John Murray sur le Lady Nelson visita Western Port et entra dans la baie de Port Phillip, le 14 février. Il nomma Arthur's Seat une colline, explora la baie de Corio et prit officiellement possession de la baie (qu'il nomma Port King) pour la Grande-Bretagne. 
Trois semaines plus tard, l'explorateur français Nicolas Baudin traversa le détroit d'est en ouest et fut le premier à le cartographier sérieusement dans sa partie ouest. 
Le 26 avril 1802, Flinders, ignorant la précédente visite de Murray, pénétra dans la baie de Port Phillip pour explorer la région, escalada l'Arthur's Seat, traversa Mornington et la  péninsule Bellarine et grimpa sur les You Yangs. 
En janvier 1803, le lieutenant Charles Robbins sur la goélette Cumberland fit le tour de la baie de Port Phillip. Il avait avec lui l'arpenteur-général Charles Grimes et le botaniste James Flemming. Au fond de la baie, ils trouvèrent un cours d'eau et le remontèrent jusqu'à sa bifurcation très rapide. Ils remontèrent la branche ouest et la nommèrent rivière salée (l'actuelle Maribyrnong) jusqu'à ce qui est maintenant Braybrook, puis la branche est à l'eau douce (l'actuel Yarra) jusqu'à Dights Falls. Ils eurent une réunion amicale avec les peuples autochtones et regagnèrent leur navire par la baie de Corio. Ils conclurent que le meilleur site pour un point de peuplement serait sur le bord de la rivière d'eau douce au nord du fond de la baie, mais ils étaient peu enthousiastes sur le sol et son potentiel agricole.

## La colonisation britannique

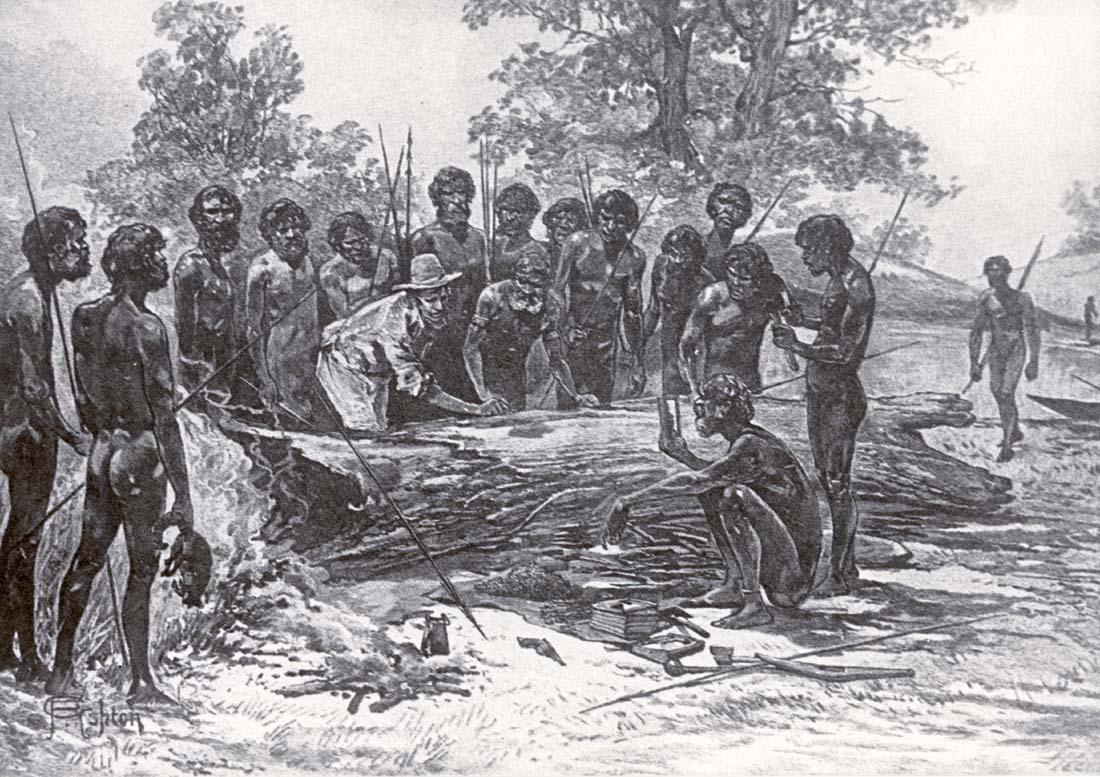
Impression d'artiste sur la signature du traité de Batman dans les années 1830

Quand la Grande-Bretagne eut à affronter la France au cours des guerres napoléoniennes, le gouverneur King remarqua que le détroit de Bass pouvait, en temps de guerre, servir à abriter des troupes ennemies, et, en temps de paix, servir d'importante route commerciale. L'apparition concomitante des navires du Français Nicolas Baudin dans la région le renforça dans l'idée que la France était intéressée par le site. En outre, il était à la recherche d'une autre zone pour implanter des colonies pénitentiaires afin de diminuer le nombre de condamnés à Sydney et réduire la pression sur les ressources alimentaires. Port Phillip, avec un climat favorable, d'importantes ressources de pêche et de chasse, semblait un lieu idéal pour un autre point de colonisation. 
Une description complète des découvertes de Murray et de Flinders, avec les explications de King, mais sans le rapport de Grimes, arriva en Angleterre alors que le Calcutta s'apprêtait à partir pour Sydney avec son chargement de condamnés. En février 1803, Lord Hobart, le secrétaire d'État aux Colonies changea la destination du navire pour Port Phillip. Le 24 avril 1803, le Calcutta, commandé par le lieutenant-colonel David Collins quitta l'Angleterre accompagné par un navire chargé de matériel l'Océan. À bord se trouvaient quelque 300 détenus de sexe masculin, quelques hommes libres, une douzaine de fonctionnaires civils, une garde d'environ 50 marins, les épouses de 36 hommes, plus 38 enfants. 
Le groupe arriva à Port Phillip, le 9 octobre 1803 et choisit de s'installer sur le site de Sullivan Bay près de l'actuelle ville de Sorrento. 
Collins fut rapidement déçu par la région. Les rapports des équipes chargées d'explorer la région, dirigées par le lieutenant James Tuckey et le géomètre George Harris, décrivirent les courants forts, les sols sablonneux, les bois rares, les zones marécageuses et le manque d'eau douce. Les Anglais durent également affronter les aborigènes Wathaurungs près de la baie de Corio, tuant leur chef - le premier autochtone tué par les Européens au Victoria.
Collins fit part de ses critiques au gouverneur King, qui l'approuva et recommanda le déplacement de la colonie. Le 18 décembre, il partit sur le Calcutta pour l'Angleterre et on commença à organiser l'évacuation. Ce fut fait en deux voyages de l'Océan en janvier et mai 1804, aidé par le Lady Nelson qui se trouvait à proximité, chargé de cartographier la région de Port Dalrymple, l'actuelle George Town sur la côte nord de la Tasmanie. Les déportés furent transférés vers la nouvelle colonie de Hobart, fondé par le lieutenant John Bowen au centre pénitentiaire de Risdon Cove, en septembre 1803. 
La brève colonisation de Sorrento tourna court et laissa seulement quelques vestiges pour les touristes. On reprocha par la suite à Collins de ne pas avoir étudié la baie de manière approfondie, en particulier le nord de la baie avec sa rivière d'eau douce et d'avoir été trop vite dans sa condamnation de la baie. Le site de la première colonie est maintenant une réserve incorporant certaines tombes de l'époque. 
Quand Collins quitta la région, il y laissa un homme, un condamné, William Buckley, qui avait réussi à s'échapper et était présumé tué par les Aborigènes. Il devait revoir un nouvel européen seulement en 1835. 
Pendant les trente années suivantes, quelques chasseurs de phoques et baleiniers firent escale sur la côte sud de la Nouvelle-Galles du Sud. En 1826 l'explorateur français Jules Dumont d'Urville visita un de ces camps sur Phillip Island. Il y eut pendant un court laps de temps (de novembre 1826 à avril 1828) l'implantation d'une nouvelle colonie pénitentiaire à Corinella à Western Port sous le commandement de Samuel Wright, afin de protéger les abords de la baie. Un chasseur de phoque, William Dutton, construisit une cabane sur les rives de la baie de Portland en 1829.

## L'intérêt grandit pour la côte nord du détroit de Bass

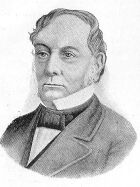
Hamilton Hume, en 1824-1825, avec William Hovell, il découvrit la route entre Sydney et la baie de Port Phillip, dans laquelle se trouve Melbourne.

Après un certain nombre d'expéditions d'exploration vers le sud depuis les régions colonisées de Nouvelle-Galles du Sud, le berger Hamilton Hume et l'ancien capitaine au long cours William Hovell entreprirent d'explorer le pays vers le sud en octobre 1824. Partis de Sydney, ils traversèrent le fleuve Murray (qu'ils nommèrent Hume) à proximité de la future ville d'Albury et continuèrent vers le sud. Ils traversèrent la rivière Goulburn (qu'ils appelèrent Hovell) un peu au-dessus du site de Yea, et durent faire un détour autour de la montagne. Ils arrivèrent sur les rives de la baie de Corio qu'ils prirent à tort pour Western Port et retournèrent à Sydney en janvier 1825, couvrant d'éloge le pays qu'ils avaient traversé. 
En avril 1826, l'explorateur français d'Urville visita l'un des camps de chasseurs de phoques de Phillip Island. Inquiet du regain d'intérêt français pour la région et encouragé par les rapports de Hume et Hovell, le gouverneur Darling ordonna la création d'un point de peuplement à Western Port. Un petit groupe de condamnés arriva en novembre 1826 à Corinella sous le commandement de Samuel Wright, pour protéger les abords de la baie. Hovell, qui accompagnait le groupe, réalisa vite qu'il n'était pas là où il était arrivé deux ans auparavant, et décrivit de manière défavorable leur emplacement sur les terres marécageuses près de Western Port, mais indiqua qu'il y avait de meilleures terres au nord. En dépit du débroussaillage des terres pour la mise en cultures et de la construction d'un fortin et de maisons, le site fut abandonné en avril 1828. 
La pénurie de bons pâturages en Tasmanie conduisit les colons de l'île à s'intéresser au pays au nord du détroit de Bass à la suite des rapports de Hume et Hovell et des histoires de chasseurs de phoques. Le berger John Batman et le géomètre John Wedge prévirent d'organiser une expédition à partir de Launceston en 1825 mais l'autorisation ne leur fut pas accordée. Un certain nombre de colons demandèrent l'attribution de terres dans la région au cours des années suivantes mais le gouverneur Darling rejeta toutes les demandes.
La descente du Murray par Charles Sturt en 1830 suscita de nouveau de l'intérêt pour une colonisation du sud de la région. En avril 1833 Edward Henty, retournant en Tasmanie depuis le golfe Spencer fit escale à Portland pour récupérer de l'huile et fut très impressionné par le site. En novembre 1834 John Hart, un autre marin, fit un rapport favorable sur Western Port à Launceston. Il devenait maintenant inévitable que la région se peuple de façon féfinitive. 
En juin 1834, le banquier Charles Swanston informa son client George Mercer que les terres devenaient rares en Tasmanie et qu'il devrait investir au nord du détroit de Bass. Les éleveurs John Aitken et George Russell formèrent une association et, en août 1834, un groupe de huit propriétaires de Launceston formèrent ce qui devait devenir l'Association de Port Phillip. Le 19 novembre 1834, Edward Henty débarqua dans la baie de Portland et installa la première colonie européenne permanente sur la côte nord du détroit de Bass.

## Peuplement permanent

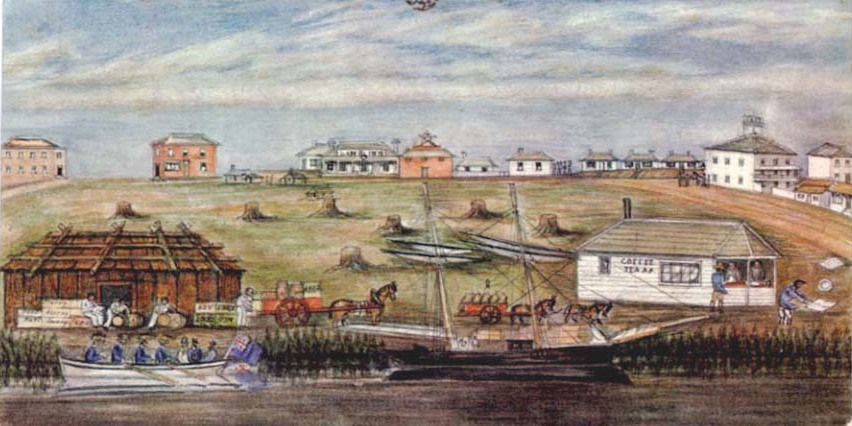
Melbourne, 1840.

La première colonie britannique installée avec succès au Victoria l'a été à Portland, sur la côte ouest de l'actuel Victoria. Portland a été fondée par la famille Henty, en 1834, famille qui, à l'origine, étaient des agriculteurs de Tasmanie. Lorsque le major Mitchell mena une expédition dans la région de Sydney en 1835, il fut surpris de trouver une petite communauté prospère vivant sur des terres agricoles. 
Melbourne fut fondée en 1835 par John Batman, un éleveur également originaire de Tasmanie et la ville a connu rapidement une croissance forte. La première pétition pour la séparation du district de Port Phillip (ou 'Australie Felix ") du reste de la Nouvelle-Galles du Sud fut rédigé en 1840 par Henry Fyshe Gisborne et présentée par ses soins au gouverneur Gipps. Gipps, qui avait auparavant été en faveur de la séparation, rejeta la pétition. 
La loi britannique de séparation du Victoria de la Nouvelle-Galles du Sud, nommant et fournissant une Constitution pour la nouvelle colonie, fut signée dix ans plus tard par la reine Victoria, le 5 août 1850. Elle fut suivie par une loi d'habilitation adoptée par le Conseil législatif de Nouvelle-Galles du Sud le 1er juillet 1851. Ce fut officiellement le moment de la fondation de la colonie du Victoria en tant qu'entité indépendante de la Nouvelle-Galles du Sud comme prévu par l'article 1 de la loi de 1851.

## La ruée vers l'or

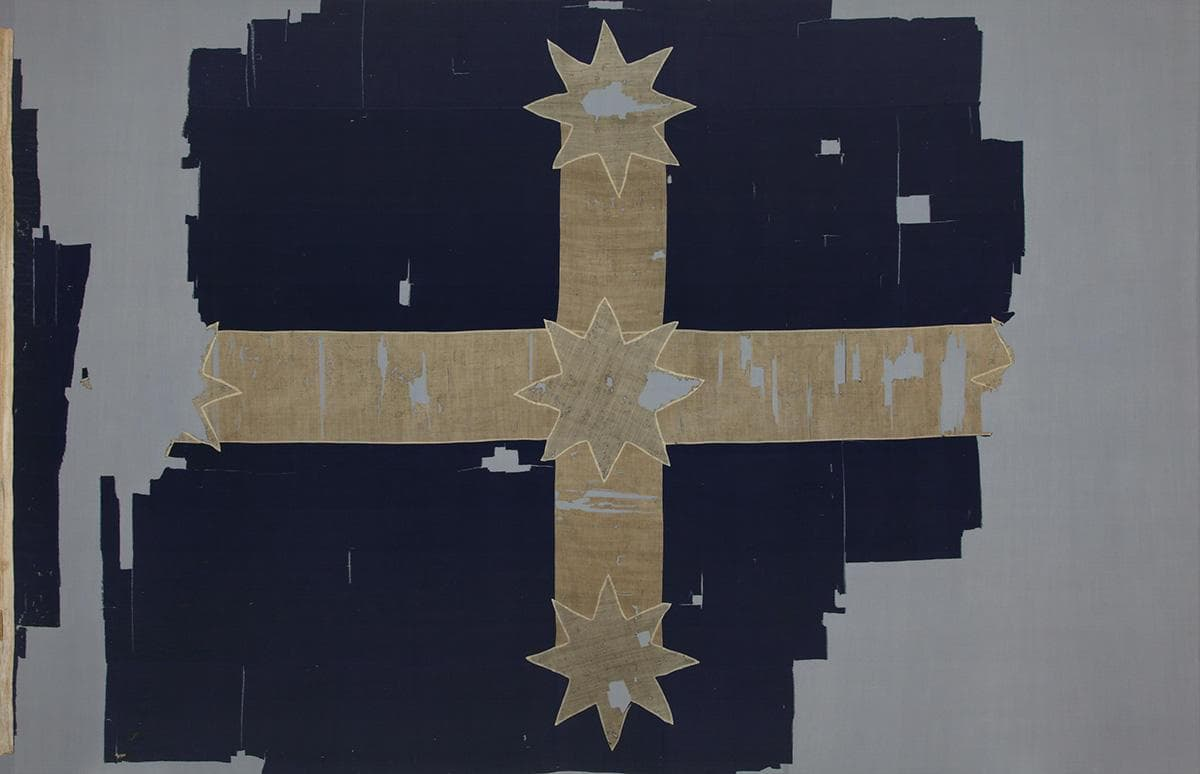
Le drapeau eureka de la rébellion de 1854.

En 1851, de l'or fut découvert pour la première fois au Victoria à Clunes près de Ballarat, et ensuite à Bendigo. Plus tard, les découvertes eurent lieu en de nombreux points de la colonie. Cela déclencha une des plus grandes ruées vers l'or du monde jamais vue. La colonie connut une croissance rapide à la fois en population et en pouvoir économique. En dix ans, la population du Victoria fut multipliée par sept, passant de 76 000 à 540 000 habitants. Toutes sortes de records sur l'or furent battus, comme le "terrain alluvial le plus riche en or du monde" et la plus grosse pépite d'or. Le Victoria produisit au cours de la décennie 1851-1860 20 millions d'onces d'or, un tiers de la production mondiale. 
Des immigrants sont arrivés du monde entier à la recherche d'or, en particulier d'Irlande et de Chine. Beaucoup de mineurs chinois ont travaillé au Victoria et leur héritage est particulièrement fort à Bendigo et dans ses environs. Bien qu'il y ait eu certain racisme dirigé contre eux, il n'atteignit pas le niveau de violence antichinoise qui a été vu lors des massacres de Lambling Flat en Nouvelle-Galles du Sud. Toutefois, il y eut une émeute à Buckland Valley près de Bright en 1857. Les conditions de vie sur les champs d'or étaient difficiles et insalubres - l'apparition d'un foyer de fièvre typhoïde à Buckland Valley en 1854 tua plus de 1 000 mineurs. 
En 1854, il y avait une rébellion armée des mineurs contre le gouvernement du Victoria pour protester contre les impôts miniers (l'« Eureka Stockade »). Elle fut écrasée par les troupes britanniques, mais certains des dirigeants de la rébellion  sont devenus par la suite membres du Parlement du Victoria, et la rébellion est encore parfois considérée comme un moment crucial dans le développement de la démocratie en Australie.

## 1850-1901: démocratie et sentiment d'identité nationale

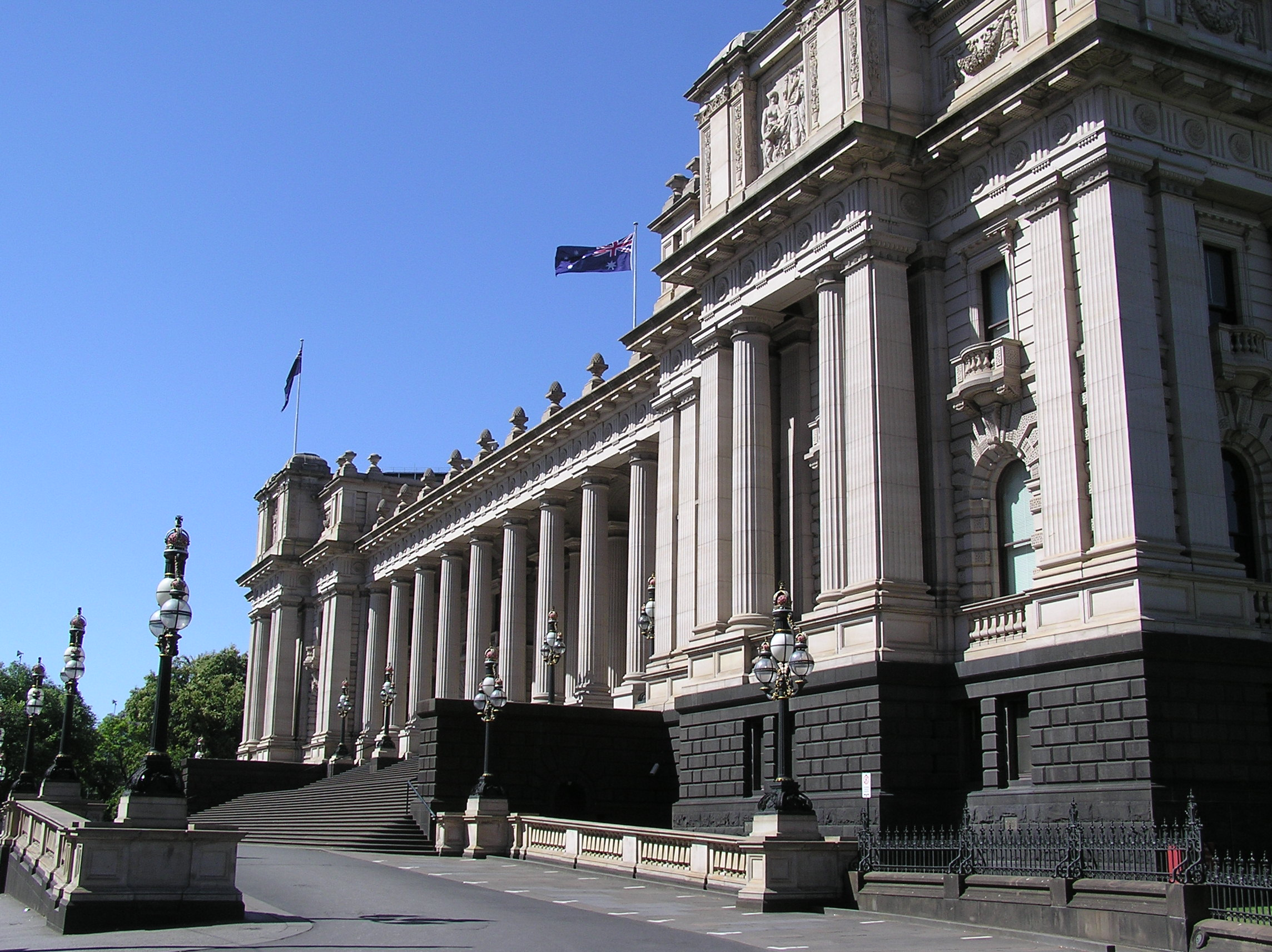
Le Parlement du Victoria a été formé en 1856.

La ruée vers l'or, provoquant une rapide expansion de la population, permettant un certain enrichissement mais provoquant également une certaine tension sociale - comme la rébellion d'Eureka Stockade en 1854, ce qui a accéléré l'introduction du suffrage universel au Victoria et peut être considéré comme la première expression d'un sentiment national.
La loi du Parlement britannique séparant le Victoria de la Nouvelle-Galles du Sud a été signée par la reine Victoria, le 5 août 1850, suivie par une loi d'habilitation votée par le Conseil législatif de Nouvelle-Galles du Sud le 1er juillet 1851. Le moment officiel de la séparation de la colonie du Victoria de la Nouvelle-Galles du Sud a été établi par l'article 1 de la loi de 1851. Toutefois, le Parlement n'a pas été formé jusqu'en 1856 pour avoir un gouvernement responsable au Victoria. Au cours de la période allant de 1855 à 1890, les six colonies devinrent chacune l’une après l’autre autonomes, gérant leurs propres affaires. Les hommes ont été autorisés à voter au suffrage universel - y compris les indigènes - au Victoria à partir des années 1850. La loi britannique fut appliquée dans chaque colonie, lorsque le Royaume-Uni autorisa chacune d'entre elles à se doter d’un gouvernement responsable et évolua avec le temps. Le gouvernement britannique garda toutefois le contrôle de certains domaines comme les affaires étrangères, la défense et le commerce international. 
Les bushrangers connurent certainement leur apogée à l'époque de la ruée vers l'or dans la colonie. Les bushrangers étaient des hors-la-loi qui réussirent à survivre dans le bush. On pense que plus de 2 000 bushrangers ont parcouru les étendues australiennes, des premiers bagnards évadés jusqu'à la fin des bushrangers marquée par le dernier combat de Ned Kelly à Glenrowan en Victoria en 1880. Les bushrangers s'attiraient l'estime de certains milieux, en partie à cause de la dureté et de l'anti-catholicisme des autorités coloniales, qu'ils embarrassaient mais aussi en raison du romantisme et de la lutte contre la loi qu'ils représentaient. Certains bushrangers, et tout particulièrement Ned Kelly dans sa lettre de Jerilderie se présentaient comme des rebelles politiques. Ned Kelly fut le sujet du premier long métrage de l'histoire, The Story of the Kelly Gang, réalisé en Melbourne en 1906.  
La première action militaire étrangère de la colonie du Victoria fut d'envoyer des troupes et un navire de guerre en Nouvelle-Zélande dans le cadre de la guerre des Maoris. Les troupes de Nouvelle-Galles du Sud avaient déjà participé à la guerre de Crimée.« {{{1}}} »
Malgré son économie fortement rurale, la population australienne reste fortement urbaine, se concentrant surtout dans les villes comme Melbourne. Financée par la prospérité de la ruée vers l'or, la National Gallery of Victoria a été fondée en 1861 et a commencé à recueillir les travaux des maîtres européens ainsi que les nouvelles écoles australiennes de peinture. En 1854-1866, utilisant le principe de la compression de vapeur, l'inventeur australien James Harrison a produit, en Victoria, le premier réfrigérateur pratique au monde. Son invention a permis par la suite l'exportation de viande vers l'Europe. Cela apporta une prospérité supplémentaire à celle due à l'industrie de la laine et à l'extraction de l'or au XIXe siècle. Les règles du football australien ont été codifiées à Melbourne en 1858. Dans les années 1880, Marvellous Melbourne fut la seconde plus grande ville de l’Empire britannique. 
La première organisation pour obtenir le droit de vote des femmes a été créée au Victoria en 1884. Vers la fin du XIXe siècle, l'art des peintres comme ceux de l'Heidelberg School de Melbourne ont fait naître un sentiment croissant d'identité nationale et des hommes politiques ont fait campagne pour une fédération indépendante des colonies, avec la reine Victoria en tant que souveraine.

## Fédération

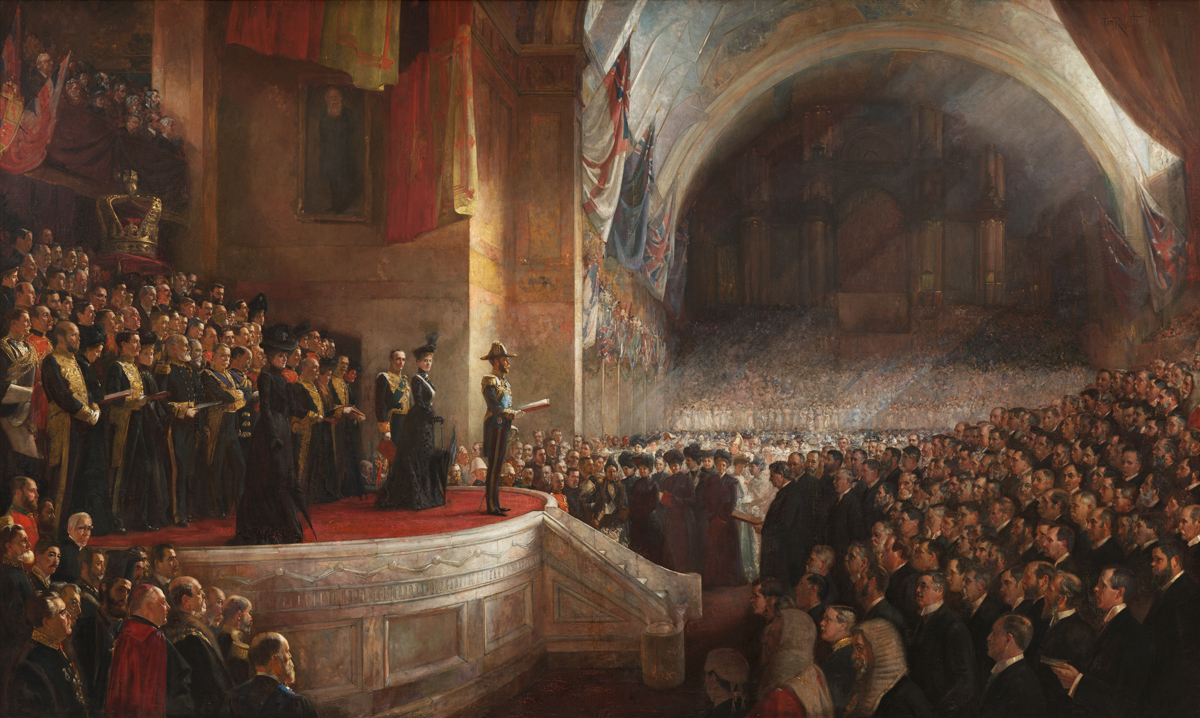
La première réunion du parlement fédéral australien eut lieu le 9 mai 1901 au palais royal des expositions, à Melbourne.

En 1901, le Victoria cessa d'être une colonie indépendante et devint un État du Commonwealth d'Australie. Les hommes politiques du Victoria et de Tasmanie ont été particulièrement actifs dans le processus de la Fédération.
La première réunion du parlement fédéral eut lieu le 9 mai 1901 au Palais royal des expositions, à Melbourne. En 1927, le Parlement fédéral fut transféré de Melbourne à Canberra, mais le gouverneur-général resta à Melbourne jusqu'en 1930. Melbourne était également la plus grande ville d'Australie à l'époque, et la deuxième plus grande ville de l'Empire, après Londres.
Melbourne a abrité le quartier général des forces alliées du Pacifique de 1942 à 1944 où s'installa le général Douglas MacArthur pour diriger les opérations militaires. Au cours de la Seconde Guerre mondiale, l'industrie de guerre fit la prospérité de Melbourne qui devint le premier centre industriel d'Australie. Après la guerre, Melbourne continua de connaitre une expansion rapide, avec une croissance stimulée par un afflux d'immigrants et la ville eut le privilège d'accueillir les Jeux olympiques d'été de 1956. C'était en effet la première fois que les jeux avaient lieu dans l'hémisphère sud. Melbourne resta le principal centre des affaires et des finances australien jusqu'à la fin des années 1970, quand elle commença à perdre sa primauté aux dépens de Sydney.

## 1990-2010: tournant du siècle

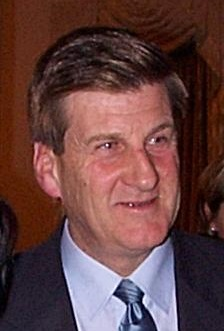
Jeff Kennett, le reformiste premier ministre du Victoria de 1992 à 1999.

Le Victoria a connu une récession économique de 1989 à 1992, pendant la durée du mandat de John Cain. Cela était en grande partie attribuable à la décroissance des marchés de biens et de construction ainsi qu'au crash financier impliquant des géants de l'industrie tels que la Pyramide Building Society et à l'effondrement de la Banque d'État du Victoria, en particulier de son bras sur les opérations de banque de sa filiale, la Tricontinental. Le résultat fut une perte d'emploi et un départ de la population vers la Nouvelle-Galles du Sud et le Queensland. 
Dans les années 1990, le gouvernement de l'État du Victoria du premier ministre Jeff Kennett (libéral) chercha à inverser cette tendance avec le développement agressif de nouveaux travaux publics, principalement centrée autour de la capitale de l'état, Melbourne. Il s'agit du Melbourne Museum, du Federation Square, du Melbourne Exhibition and Convention Center (surnommé «Jeff's Shed"), du Crown Casino, des travaux d'équipement tels que le péage Citylink, de la vente de biens de l'État (y compris la Société d'électricité du Victoria et certaines écoles), la réduction de taille des services de l'État et une campagne de relations publiques pour promouvoir les mérites de Melbourne, visèrent les résidents et les visiteurs. 
Ces politiques ont été largement poursuivies dans le cadre du gouvernement du premier ministre Steve Bracks (travailliste) et l'actuel premier ministre John Brumby (travailliste). Les Jeux du Commonwealth de 2006 sont tenus à Melbourne et, si Melbourne demeure une place financière importante, Sydney est maintenant la plus grande ville australienne.
En 2009, le Victoria est ravagé par les incendies les plus meurtriers de  l'histoire de l'Australie. Les feux de brousse du Victoria de 2009, aussi appelé « samedi noir » ont fait plus de 231 morts et des destructions importantes (365 000 hectares, 1 000 maisons).